# Capità Dent de sabre i la comtessa de Grel
Capità Dent de sabre i la comtessa de Grel (títol original en noruec, Kaptein Sabeltann og Grevinnen av Gral) és una pel·lícula d'animació infantil noruega del 2025 dirigida per Are Austnes, Yaprak Morali i Rasmus A. Sivertsen. La pel·lícula està basada en la franquícia del capità Dent de Sabre, que inclouen una llarga sèrie d'obres de teatre, llibres, pel·lícules, etc., que s'han publicat a Noruega des del 1990. S'ha doblat al català.

## Sinopsi
La Raven i el Pinky són dos amics inseparables que naveguen sota les ordres del temut capità Dent de Sabre, el rei dels Set Mars. Però la seva amistat es posarà a prova quan l'astuta Sibylla, comtessa de Grel, ataca el vaixell pirata, en roba el valuós mascaró de proa i segresta el Pinky. El que sembla un simple acte de pillatge és en realitat el primer pas d'un pla molt més ambiciós: capturar el capità i convertir-se en la reina dels Set Mars.